# Deus (jeu de société)
Pour les articles homonymes, voir Deus.
Deus est un jeu de société créé par Sébastien Dujardin et édité par Pearl Games depuis octobre 2014. C'est un jeu de plateau conseillé pour les plus de 14 ans dont la durée est de 60 à 90 minutes. Le jeu possède actuellement une extension nommée Deus Egypt, créée par le même auteur et composée de 96 nouvelles cartes,.

## But du jeu
Dans ce jeu, les joueurs tentent de développer leur empire à la tête d'une civilisation antique et gagner un maximum de points de victoire. Ils doivent, pour ce faire, développer des villes et construire divers bâtiments leur permettant de récolter diverses ressources, réaliser des actions et/ou gagner des points de victoire.